# Manuel Matos Souto
Manuel Matos de Sousa Souto (Piedade (Lajes do Pico), 18?? – Rio de Janeiro, ?? ) foi um benemérito e filantropo de origem açoriana que fez fortuna como emigrante no Brasil e deixou importantes legados a diversas instituições açorianas, com destaque para o que permitiu a criação da Escola Agrícola Matos Souto na sua freguesia natal.

## Biografia
Emigrou da ilha do Pico, deixando a sua freguesia em tenra idade, emigrando para o Brasil, onde fez fortuna. Doou à freguesia da Piedade, aí por 1908, a apreciável soma de 84 contos fortes, para construir e manter uma escola.
O Governo Português, através do Ministério do Fomento, aceitou a doação por Decreto de 17 de Maio de 1913 (publicado no Diário do Governo, n.º 118, de 22 de Maio de 1912), assinado pelo açoriano Manuel de Arriaga, então Presidente da República.
O legado serviu para criar na ilha do Pico, na freguesia da Piedade, uma escola fixa de ensino profissional especial de agricultara, destinada a habilitar indivíduos como pomicultores e viti-vinicultores, a qual se denominou Escola Profissional de Pomicultura e Viticultura Matos Souto, em terrenos adquiridos para a instalação da escola.
Adquiridos os terrenos, no centro agrícola da freguesia e construído o respectivo edifício, só em 1940 entrou aquele complexo escolar em pleno funcionamento. O "Posto Agrícola Matos Souto", como passou então a denominar-se, passou a ser uma instituição de muito valimento para o progresso e desenvolvimento da freguesia e um centro de emprego para a população local, com excelentes reflexos na vida económica e social.
Os edifícios da Escola "Matos Souto" servem agora de centro de formação agrária e de sede dos Serviços de Conservação da Natureza.